# 모토로라 레이저 M
모토로라 레이저 M(영어: Motorola Droid RAZR M XT907)는 모토로라 모빌리티에서 제조/판매하는 안드로이드 스마트폰이다. 출시당시 안드로이드 4.0.4 아이스크림 샌드위치를 탑재하였다.

## 기능

### 에지 투 에지 (edge to edge)
모토로라 레이저 M에 처음 탑재되는 기술이다. 엣지투엣지는 모토로라가 레이저 M모델부터 적용한 기술이며 베젤을 없애는 기술, 즉 베젤리스 스마트폰을 만드는 기술이다. 이를 통해 레이저 M에는 베젤이 없다.

## 같이 보기
- 모토로라 레이저
- 모토로라 레이저 HD
- 모토로라 자이보드
- 구글 넥서스
- 갤럭시 넥서스